# Juaboso

Juaboso (även känt som Juabeso eller Gyabeso) är en ort i sydvästra Ghana. Den är huvudort för distriktet Juaboso och hade 5 444 invånare vid folkräkningen 2010.